# Charmosyna wilhelminae
Il lorichetto pigmeo (Charmosyna wilhelminae Meyer, 1874) è un uccello della famiglia degli Psittaculidi.
Con taglia ridottissima attorno ai 13 cm, il lorichetto pigmeo si caratterizza per avere corona e nuca bluastri, e il groppone e la parte inferiore dell'ala rossi. Vi è un leggero dimorfismo sessuale in quanto la femmina non presenta il rosso nell'ala e lo presenta ridotto sul groppone. Gli immaturi sono simili alle femmine. Vive nelle foreste montane della Nuova Guinea tra i 1000 e 2000 metri.